# SBA (航空機)
XSBA / SBN
飛行するSBN-1 1522号機
(VT-8雷撃飛行隊所属、1942年2月12日)
- 用途：爆撃機、偵察機
- 分類：偵察爆撃機
- 製造者：

  - ブルースター・エアロノーティカル社（開発）
  - 海軍航空機工廠（NAF）
- 運用者： アメリカ海軍
- 初飛行：1936年4月
- 生産数：

  - 1（XSBA）
  - 30（SBN）
- 生産開始：1940年11月
- 運用開始：1941年
- 退役：1942年8月
- 運用状況：退役

SBN （NAF SBN ）は、ブルースター社が開発し、海軍航空機工廠(NAF)が生産した、アメリカ海軍で運用された艦上爆撃機である。
元来はブルースター社がXSBAとして開発し生産する予定であったが、同社では製造能力が不足していたため、SBNと改称の上NAFで生産された。

## 開発・運用
1934年にアメリカ海軍は新しい複座の艦上索敵/爆撃機の試作を航空機メーカー各社に発注したが、1932年に創立されたばかりのブルースター社も1機の発注を受けた。この試作機はXSBA-1と名づけられ、1936年4月に初飛行した。本機がブルースター社にとって初の自社開発機であった。
XSBA-1は全金属製の中翼単葉機で、油圧式の引き込み脚（F2Aと同じ仕組みである）、2翅可変ピッチプロペラ、爆弾倉等を有した、当時としては非常に近代的な機体であった。エンジンは当初750馬力のライト R-1820-4を装備していたが、後に950馬力のR-1820-22に換装して、最大速度は424km/hを記録した。これは、当時の艦上爆撃機の中で最速であった。
試作機が高い性能を示したため、海軍は1938年9月にSBA-1として量産型30機の発注を行った。しかし、この時ブルースターはニューヨーク州とニュージャージー州に小規模な工場があるのみで、航空機の生産設備のある工場を持っておらず、軍の要求する量産能力がなかったため、生産はフィラデルフィアのアメリカ海軍航空機工廠で行うことになり、名称は海軍航空機工廠製を表すSBNと改められた。量産型のSBNはエンジンをR-1820-38に換装したため、エンジンカウリングの形状が変わっている。また3翅プロペラに変更され、フラップは細かい穴のあいたダイブブレーキ兼用となった。この他、風防や垂直尾翼の形状も変更された。
しかし、海軍航空機工廠に生産が移された後も本機の生産は遅れ、量産1号機が完成したのは発注から2年も後の1940年11月だった。これは、全金属製という設計に合わせて、新たな生産ラインを一から組み上げなければならなかったためで、更には実際の作業に当たる工員の育成に手間取ったためである。その間に海軍向けの艦上爆撃機としては更に高性能なダグラス社のSBD ドーントレスが開発されて納入されていたため、量産機の完成時には本機の存在意義は失われたものとなっていた。
その後も生産は遅々として進まず、1941年6月から極めて低いペースで生産が行われ、30機目の最終生産機が完成したのは実に太平洋戦争開戦後の1942年3月のことであった。この時には既にSBDはおろか更なる後継である新型艦上爆撃機としてカーチスSB2Cの生産が始まっており、本機は明らかに時代遅れの機体になっていた。
完成した30機は実戦で使われることなく、海軍第3爆撃飛行隊(VB-3)(英語版)の使用機として空母サラトガ(CV-3)に、また海軍第8雷撃飛行隊(VT-8)(英語版)の使用機として空母ホーネット(CV-8)でそれぞれ訓練用に用いられたが、1942年8月にはスペアパーツが枯渇したことを理由に運用が中止され、全機が部隊より引き揚げられた。
XBA-1は採用試験の後、1939年よりNACA（アメリカ航空諮問委員会）に移管され、研究機として用いられた。1942年からは上反角を変更した新型の主翼に換装されて各種のテストに従事している。XBA-1はNACAにおいて1945年9月まで研究機として用いられた。

## 各型
XSBA-1
ブルースター社で製作された試作機。1機のみ製造（Bu#9726）。
SBN-1
海軍航空機工廠で生産された量産型。30機製造（Bu#1522-1551）。

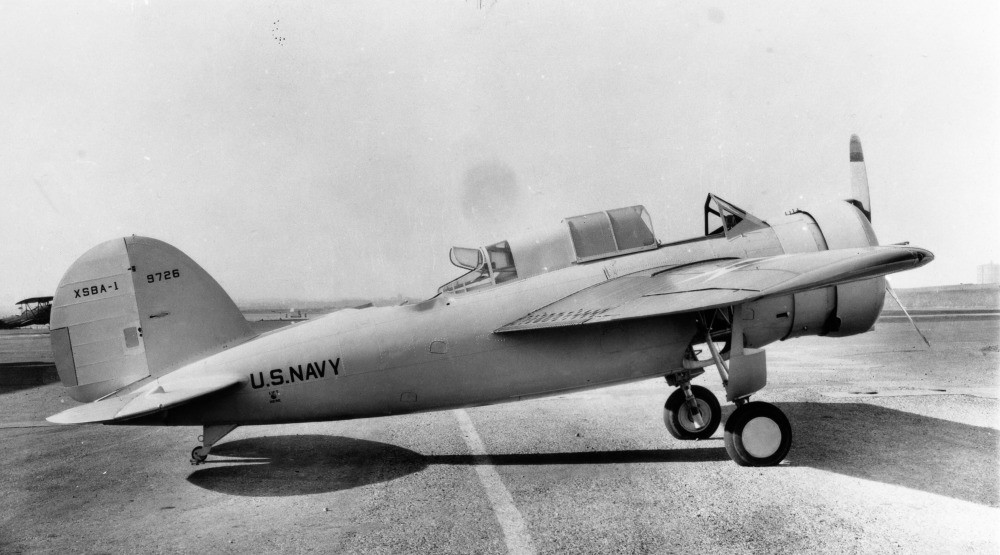
XSBA-1
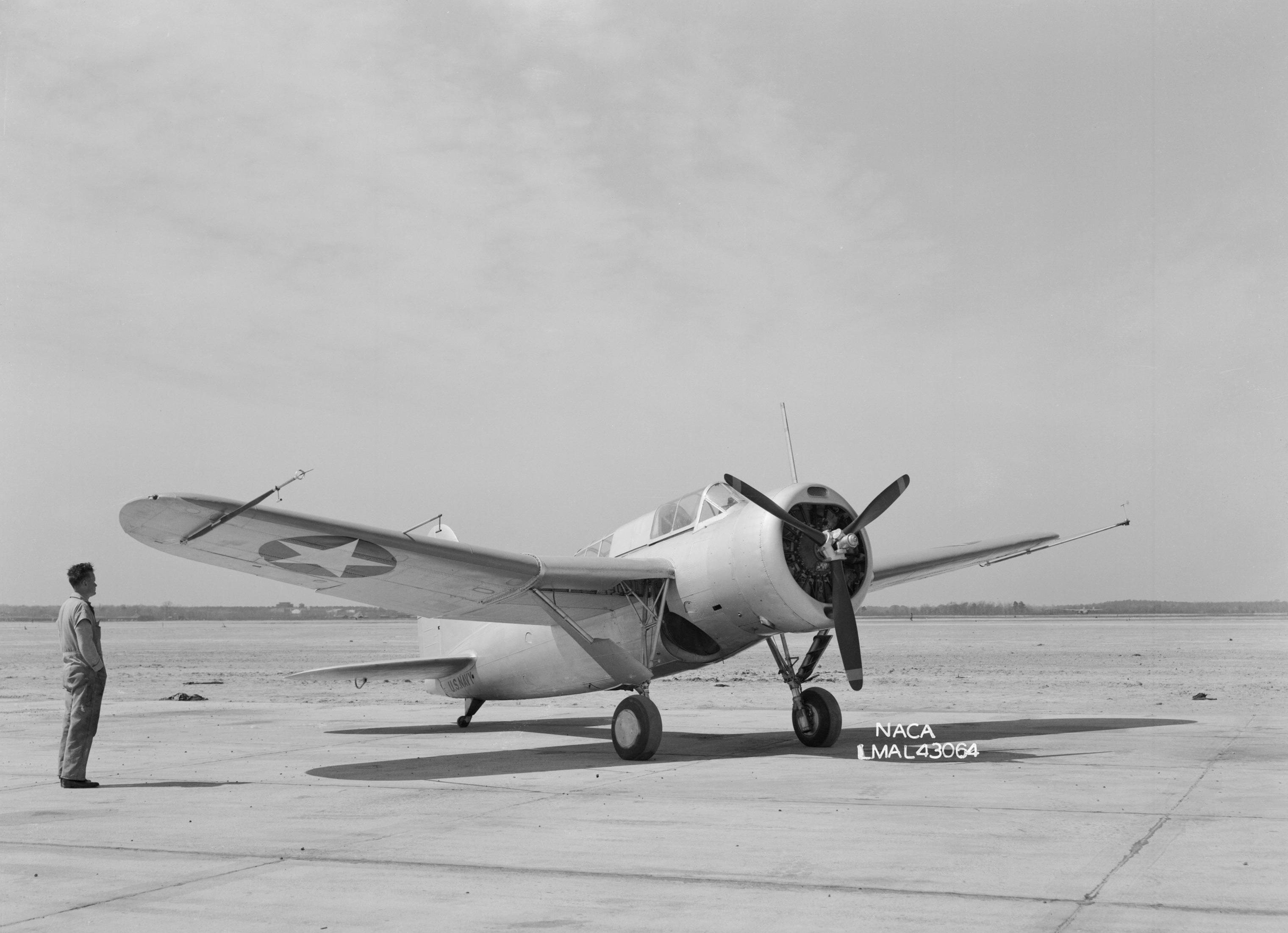
NACAにおいて研究機として用いられているXSBA-1。主翼が中央部より上反角を増した実験翼になっている。 （1945年3月23日の撮影）
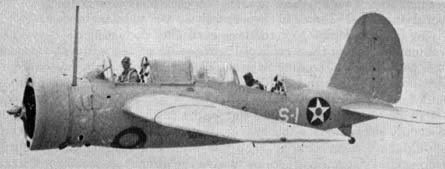
SBN-1
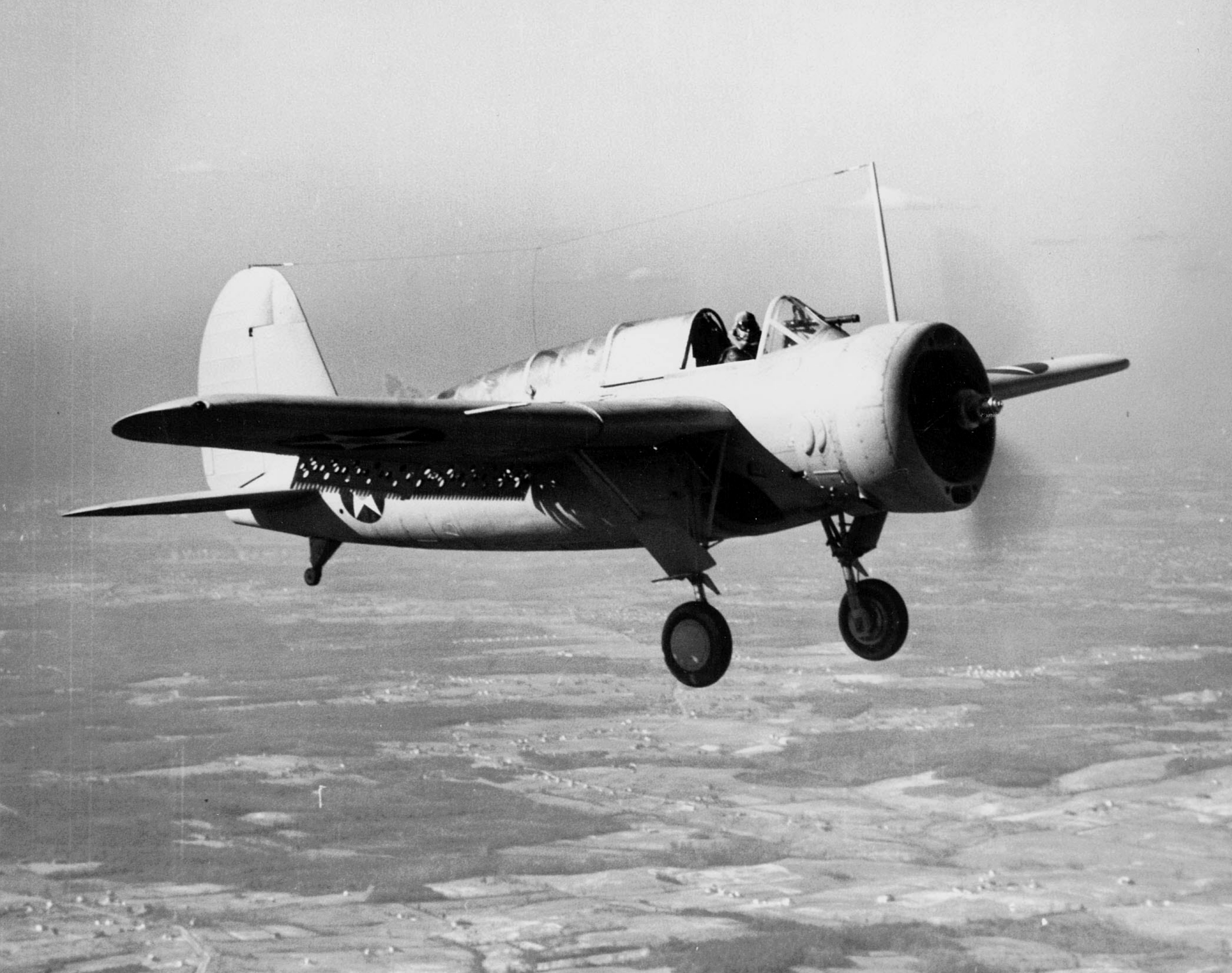
SBN-1（脚を出した状態） 海軍第8雷撃飛行隊(VT-8)の所属機

## 諸元
SBN-1
- 全長：8.43 m
- 全幅：11.89 m
- 全高：2.64 m
- 全備重量：2,445 kg
- エンジン：ライト R-1820-38 空冷星型9気筒 950hp×1
- 最大速度：486 km/h
- 実用上限高度：9,150 m
- 航続距離：1,633 km
- 武装
  - 爆弾 最大 226 kg
  - .30 AM/M2 7.62mm機関銃 1（後部銃座）
  - .50 AM/M2 12.7mm機関銃 1（前方固定）
- 乗員 2名